# Stephen McManus
Stephen McManus (Lanark, 1982. szeptember 10. –) skót labdarúgó, hátvéd. A Premier League-ben szereplő Middlesbrough játékosa és a skót válogatott csapatkapitánya.

## Pályafutása
McManus a Celtic akadémiáján nevelkedett. A felnőtt csapatban Martin O’Neill menedzser alatt mutatkozott be a 2003-2004-es szezonban, majd Gordon Strachan irányítása alatt első számú védője lett a csapatnak.
A 2005-2006-os bajnoki szezonban 7 gólt szerzett. A 2006-2007-es szezon első mérkőzésén a Kilmarnock ellen ő volt a csapatkapitány Neil Lennon eltiltása miatt. A szezon későbbi részében is gyakran viselte a karszalagot, majd 2007. július 31-én hivatalosan is bejelentették, hogy a következő szezontól (mivel Lennon a Nottingham Forestbe igazolt) ő lesz az első számú csapatkapitány; egyben négy évre szóló szerződést írt alá a klubbal.
2007. október 3-án a Bajnokok Ligája csoportkörében ő szerezte meg a vezetést csapatának az AC Milan ellen; később Kaká ugyan egyenlített, de Scott McDonald késői találatával végül a Celtic 2–1-re győzött. Csapatkapitányként az első trófea, amit magasba emelhetett, az SPL megnyeréséért járó kupa volt. A 2007-2008-as szezon utolsó fordulójában a csapat 1–0-ra győzött a Dundee United vendégeként, így 3 ponttal megelőzte az örök rivális Rangers-t.

### Válogatott
McManus a skót labdarúgó-válogatottban 2006. október 11-én debütált csereként beállva Ukrajna ellen. Kezdőként a nemzeti csapatban Grúzia ellen lépett először pályára, a szövetségi kapitány ekkor Alex McLeish volt. Első gólját Litvánia ellen szerezte 2007. szeptember 8-án, a gólpassz jelenlegi Celtic-beli csapattársa, Shaun Maloney nevéhez fűződik.
2008. március 26-án volt először csapatkapitánya a skót labdarúgó-válogatottnak, egy Horvátország elleni mérkőzésen, amelyen a végeredmény 1–1 lett (gól: Kenny Miller illetve Niko Kranjčar). George Burley kapitánysága alatt csapatkapitány-helyettes volt Barry Ferguson mögött. 2008. szeptember 10-én (26. születésnapján) kezezésért kiállították az Izland elleni vb-selejtezőn, amit végül a skótok 2–1-re megnyertek. Miután Barry Ferguson (Alan McGregor társaságában) egy éjszaka berúgott, McManus lett a válogatott csapatkapitánya is.

#### Válogatottbeli góljai
| # | Dátum               | Helyszín                      | Ellenfél | Gól | Eredmény | Kiírás               |
| - | ------------------- | ----------------------------- | -------- | --- | -------- | -------------------- |
| 1 | 2007. szeptember 8. | Hampden Park, Glasgow, Skócia | Litvánia | 2-1 | 3-1      | 2008-as Eb-selejtező |

## Sikerei, díjai
- Scottish Premier League: négyszer (2003-2004, 2005-2006, 2006-2007, 2007-2008)
- Scottish Cup: egyszer (2006-2007)
- Skót labdarúgó-ligakupa: kétszer (2005-2006, 2008-2009)

## Külső hivatkozások
- Stephen McManus pályafutásának statisztikái a Soccerbase oldalon (angolul)

```
(angolul)
```

- A footballdatabase.com-on (angolul)
- A Celtic honlapján (angolul)